# 1994년 5월
| 1994년: 1월 · 2월 · 3월 · 4월 · 5월 · 6월 · 7월 · 8월 · 9월 · 10월 · 11월 · 12월 |

| <           | 1994년 5월 | 1994년 5월 | 1994년 5월  | 1994년 5월 | 1994년 5월 | >          |
| 일          | 월         | 화         | 수          | 목         | 금         | 토         |
| 1 3.21 정해 | 2 22 무자  | 3 23 기축  | 4 24 경인   | 5 25 신묘  | 6 26 임진  | 7 27 계사  |
| 8 28 갑오   | 9 29 을미  | 10 30 병신 | 11 4.1 정유 | 12 2 무술  | 13 3 기해  | 14 4 경자  |
| 15 5 신축   | 16 6 임인  | 17 7 계묘  | 18 8 갑진   | 19 9 을사  | 20 10 병오 | 21 11 정미 |
| 22 12 무신  | 23 13 기유 | 24 14 경술 | 25 15 신해  | 26 16 임자 | 27 17 계축 | 28 18 갑인 |
| 29 19 을묘  | 30 20 병진 | 31 21 정사 |             |            |            |            |

| 편집하기 |

## 1994년5월 10일
- 넬슨 만델라, 남아프리카 공화국 첫 흑인 대통령에 취임하다.

## 1994년5월 6일
- 영국과 프랑스를 잇는 채널 터널이 완공되다.